# Spyridium denticuliferum
Spyridium denticuliferum är en brakvedsväxtart som beskrevs av Friedrich Ludwig Diels. Spyridium denticuliferum ingår i släktet Spyridium och familjen brakvedsväxter. Inga underarter finns listade i Catalogue of Life.